# Козыра, Адам Марьян-Збигневич
Адам Марьян-Збигневич Козыра (пол. Adam Kozyra; род. 12 мая 1984, Славута, Хмельницкая область, СССР) — украинский спортсмен, КМC по пауэрлифтингу, Мастер Спорта Международного Класса по бодибилдингу, обладатель титула «Мистер Вселенная» 2012, 2013.

## Биография
Адам Козыра родился 12 мая 1984 года в небольшом городке Славута Хмельницкой области, на Украине. С первых классов учёбы проявлял очень хорошие аналитические способности, что стало причиной перевода в класс с математическо-физическим уклоном. В старших классах Адам проявлял особый энтузиазм в игре в баскетбол, чему способствовал его рост, выделявший его на фоне одноклассников. Во время учёбы в школе его физическая подготовка была особо примечательной-Адам не мог подтянуться на турнике более трех раз.
Окончив в 2001 году общеобразовательную школу с золотой медалью, Адам поступает на Теплоэнергетический факультет Национального Технического Университета Украины («КПИ»). Во время учёбы в университете записывается на секцию пауэрлифтинга. Тяжелую учёбу в техническом ВУЗе Адам компенсировал тяжелыми же тренировками в тренажерном зале, отдавая предпочтение именно им, вместо шумных студенческих компаний . В перерывах между учёбой, на студенческих каникулах, Адам приезжает в Славуту и продолжает свои тренировки в небольшом спортивном зале «Атлет».
Спустя четыре года тренировок под руководством тренера Костенко Юрия Алексеевича выполняет норматив кандидата в мастера спорта в категории свыше 100 кг.
В 2007 году Адам получает диплом Магистра Энергетики с отличием и его принимают на работу в Государственный Научно-Технический Центр Ядерной и Радиационной Безопасности. Во время работы Адам продолжает активно заниматься, держать строгий режим и выступать в различного рода соревнованиях силовой направленности. Становится активным участником соревнований по силовому экстриму, проводимых профсоюзом среди сотрудников отрасли атомной промышленности Украины. После нескольких лет работы в сфере атомной энергетики в ранге младшего научного сотрудника, окончательно решает заняться спортивной карьерой.
С 2010 года, после знакомства с тренером Луцаком Валерием Алексеевичем, направленность тренировок меняется в сторону бодибилдинга. Уровень формы и багаж знаний своего наставника служит Адаму основной мотивацией при подготовке, а наработанная за годы тренировок в пауэрлифтинге силовая база позволяет без особых усилий переквалифицироваться в культуристы.
На первых своих соревнованиях-кубке Украины в мае 2011 года Адам завоевывает серебряную медаль в категории свыше 100 кг. Спустя несколько недель ему удается завоевать первое место в категории свыше 100 кг на Чемпионате Мира по версии NAC в Люксембурге, а ещё через неделю-золото на Чемпионате Европы по версии UBPF в Венгрии.
После недели отдыха и нескольких месяцев интенсивной подготовки, в этом же 2011 году, осенью Адам завоевывает золотую медаль на Чемпионате Украины в категории свыше 100 кг, второе место на Чемпионате Мира в Малайзии и серебро на турнире «Мистер Вселенная» в Гамбурге.
Следующий весенний сезон Адам пропускает, целый год целенаправленно готовясь на турнир «Мистер Вселенная», консультируясь и периодически тренируясь под руководством Чемпиона Мира Сергея Духоты. И как результат-первое место в абсолютном первенстве и титул «Мистер Вселенная».
В сентябре 2019 года Адам Козыра занял второе место на турнире Arnold Classic Europe Amateur 2019 в категории «Мужской бодибилдинг свыше 100 килограммов».

## Тренировочные методики и диета
Начинал свои занятия в тренажерном зале Адам без наставника, вычитывая информацию из всевозможных книг по силовым видам спорта. Пауэрлифтинг позволил наработать силовую базу, что стало фундаментом для дальнейших занятий бодибилдингом. На данный момент Адам тренируется 5 раз в неделю. Каждая тренировка не превышает 60 минут и носит высокоинтенсивный характер. Практически в каждом упражнении Адам работает в диапазоне 8-12 повторений, отдавая в межсезонье предпочтение работе с большими весами. Диета в межсезонье и при подготовке особых отличий не носит, кроме того, что при наборе массы количество и разнообразие потребляемых продуктов значительно больше. Спортивное питание Адам использует лишь при подготовке на низкоуглеводной диете, когда создается дефицит поступления микро- и макронутриентов со скудным рационом пищи. В межсезонье же Адам отдает предпочтение натуральным продуктам животного и растительного происхождения. Витаминные комплексы использует круглый год.

## Антропометрические данные
Рост 190 см, вес в межсезонье 135—140 кг, вес соревновательный 118—120 кг. Объём бицепса 52 см, объём бедра 80 см, объём голени 50 см.

## Достижения
На сегодняшний день Адам Козыра участвовал в следующих соревнованиях по бодибилдингу:

### 2011 год
Кубок Украины (UBPF)
- 2-е место в категории свыше 100кг

Чемпионат Европы (UBPF)
- 1-е место в категории свыше 100кг

Чемпионат Мира (NAC)
- 1-е место в категории свыше 179см

Чемпионат Украины (UBPF)
- 1-е место в категории свыше 100кг

Чемпионат Мира (UBPF)
- 2-e место в категории свыше 100кг

Чемпионат «Мистер Вселенная»
- 2-e место в категории свыше 179см

### 2012 год
Чемпионат Украины (UBPF)
- 1-е место в категории свыше 100кг

Чемпионат Мира (UBPF)
- 3-e место в категории свыше 100кг

Чемпионат «Мистер Вселенная»
- 1-e место в категории свыше 100кг
- 1-е место в абсолютном первенстве

Турнир «Кубок Атлантики»
- 3-е место в абсолютном первенстве

### 2013 год
Mr. Universe (NAC)
- 1-e место в категории Men Body Class 1

### 2014 год
Чемпионат г. Киев (IFBB)
- 3-е место в категории свыше 90 кг

Чемпионат Украины (IFBB)
- 1-е место в категории свыше 95 кг

### 2015 год
IFBB Открытый Чемпионат Киева (10 октября)
- 2 место, категория 90+ кг

IFBB Чемпионат Украины 2015 (16-19 октября, г. Днепропетровск)
- 2 место, категория 90+ кг

IFBB Чемпионат мира среди мужчин
- 14 место, мужчины свыше 100 кг

### 2016 год
IFBB Открытый Кубок Киева (16 апреля, Киев)
- 1 место, категория 90+ кг

IFBB Кубок Украины (22-24 апреля, г. Черновцы)
- 2 место, категория 95+ кг

IFBB Чемпионат Европы (4-9 мая, Санта Сусанна, Испания)
- 1 место, категория 100+ кг

### 2019 год

#### IFBB Арнольд Классик (20-22 сентября, Барселона, Испания)
- - 2 место, категория 100+ кг